# Rechenberg-Bienenmühle

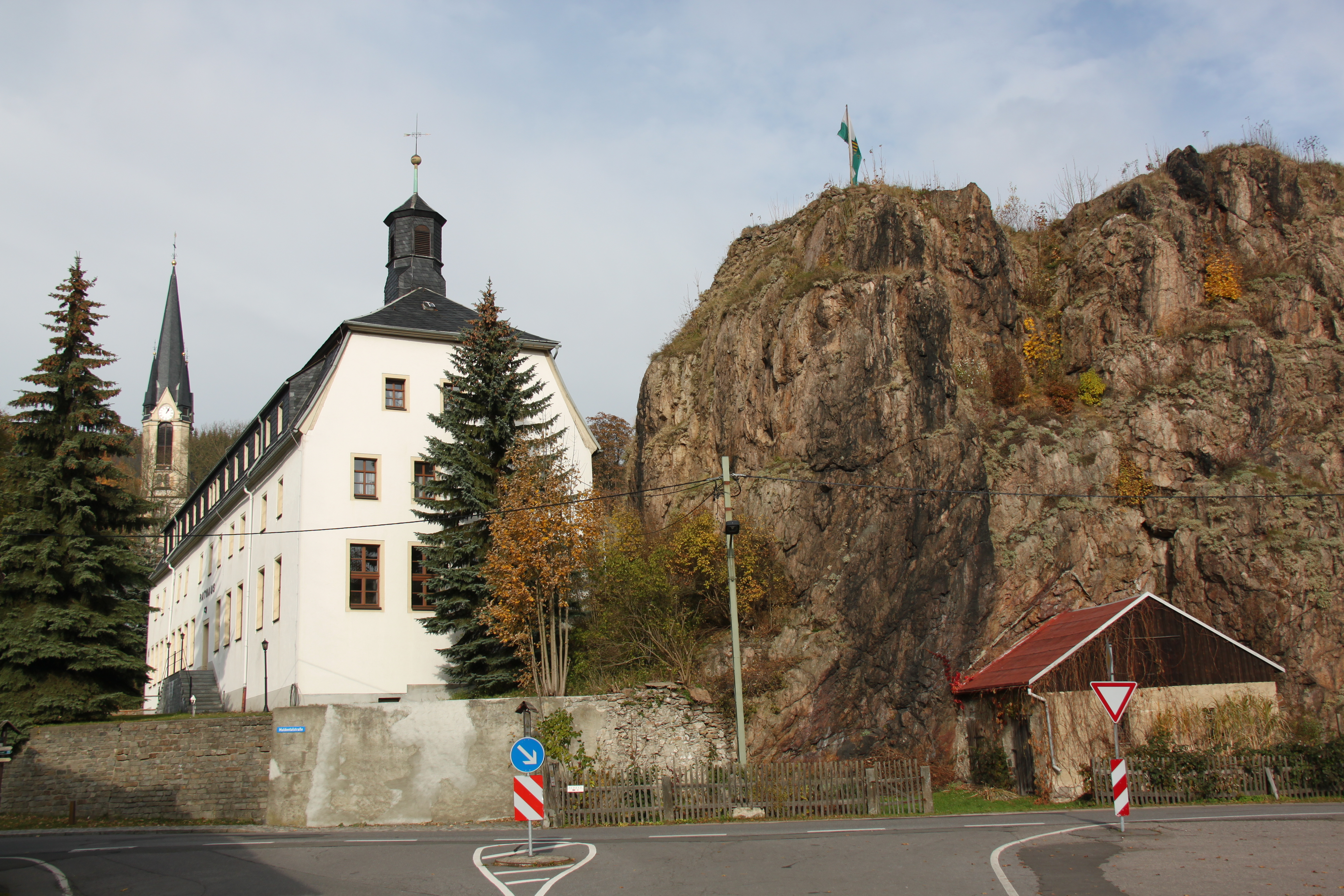
Ortskern von Rechenberg mit Kirche, Rathaus und Bergsporn der Burgruine Rechenberg

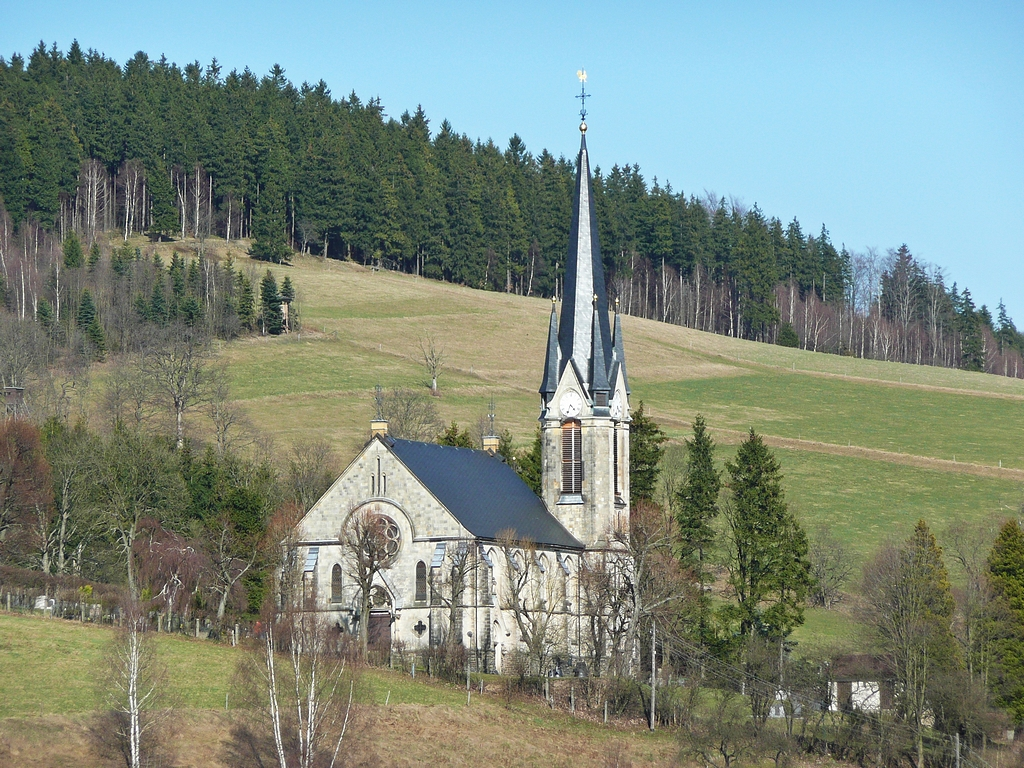
Blick auf die evangelische Kirche (erbaut 1899/1901) im OT Rechenberg

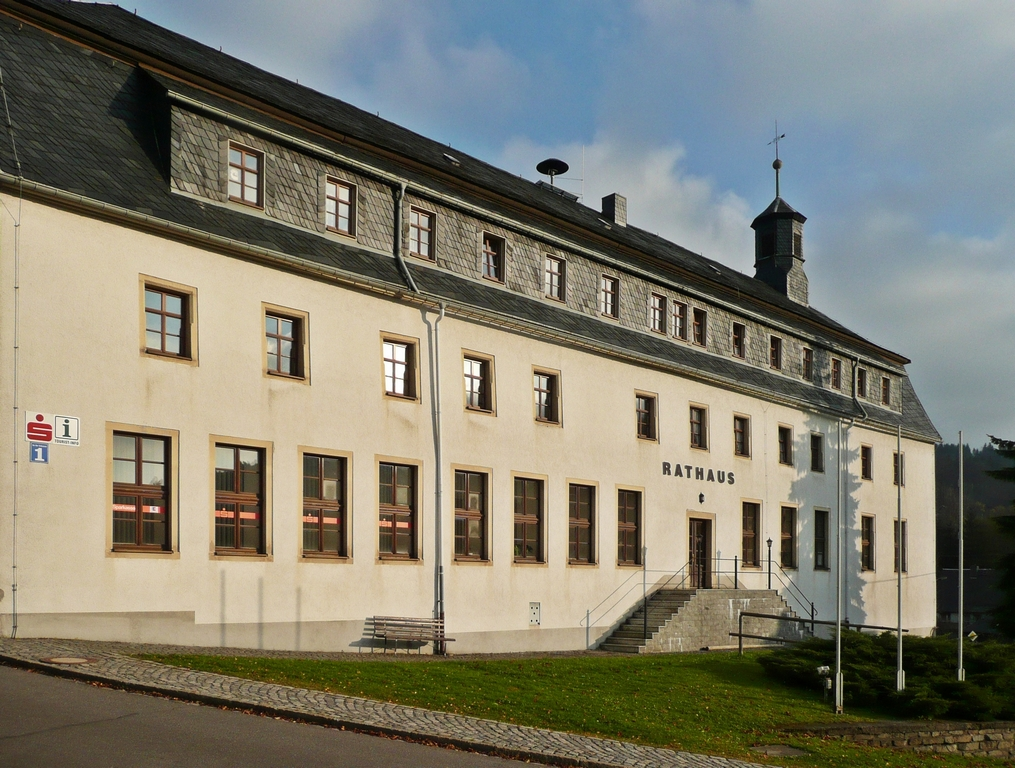
Rathaus im OT Rechenberg

Rechenberg-Bienenmühle ist eine Gemeinde im Südosten des Landkreises Mittelsachsen. Die im Osterzgebirge liegende Kommune ist durch das Ski- und Wintersportgebiet in Holzhau und durch das Sächsische Brauereimuseum bekannt.

## Geographie

### Geographische Lage
Die Grenzgemeinde zur Tschechischen Republik befindet sich im oberen Tal der Freiberger Mulde und bildet den östlichen Rand des Naturparks Erzgebirge/Vogtland. Mit 806 m ü. NN ist die im Gemeindegebiet liegende Steinkuppe der dritthöchste Berg des Landkreises Mittelsachsen.

### Geologie
Der Ort befindet sich auf kristallinen Schiefern wie bspw. Gneis.

### Ortsgliederung
Die Gemeinde Rechenberg-Bienenmühle besteht aus dem im Jahre 1925 zusammengeschlossenen Ort Rechenberg-Bienenmühle sowie den Ortsteilen Clausnitz und Holzhau (1994 eingemeindet).

## Geschichte

### 1200 bis 1600
Die Geschichte des Ortes Rechenberg-Bienenmühle reicht bis zur erstmaligen Erwähnung im Jahre 1200 zurück, als die dreiteilige Holzburg Schanze Rechenberg durch die slawischen Herren von Riesenburg mit Wällen und Grabensystemen errichtet wurde; der Ortsteil Clausnitz entstand nach Waldrodungen bereits im 12. Jahrhundert. Der Name Rechenberg verweist auf den Heurechen aus dem Wappen der Familie Hrabischitz, der Landesausbau der Hrabischitz erfolgte dabei von ihren böhmischen Ursprungsorten im Norden aus. Rechenberg-Bienenmühle wurde besonders geprägt durch die Burg Rechenberg mit Wehranlage, die als Stammburg derer von Rechenberg (Hrabischitz eingedeutscht) gilt. Das Rittergut Rechenberg stand im Besitz des böhmischen Geschlechts Hrabischitz. Damit hatten sowohl die Burg als auch der Ort mit seinem Markt, der Treffpunkt der Händler, Bedeutung erlangt. Von Rechenberg führte der Ossegger Steig über das Betteleck nach Ossegg in Böhmen. Der Markgraf von Meißen kaufte am 4. Februar 1398 die Burg und das gesamte Anwesen des Geschlechtes Reisenburg für 40.000 Silbertaler von Borso VI. Damit wurde eine Auseinandersetzung um den Besitz zwischen Böhmen und Sachsen beendet. Dazu gehörten 49 Dörfer, riesige Wald- und Landflächen einschließlich aller Gehöfte und Mühlen. Um 1438 wurden bereits die ersten Baumstämme auf der Mulde geflößt. Um 1480 wurde ein Amtsfischhaus errichtet, um die gezüchteten Fische vor dem Transport lebend zu sammeln und später nach Freiberg oder Dresden zu transportieren. Am 2. Februar 1486 richtete ein Großbrand auf der Burg beträchtlichen Schaden an Wirtschaftsgebäuden und Herrenhaus an. Die Brauerei wurde wieder aufgebaut, jedoch die anderen Gebäude verfielen zu Ruinen. Im Jahr 1534 wurde das Dorf Holzhau errichtet und es unterstand der Rechenberger Herrschaft.

### 1600 bis 1800

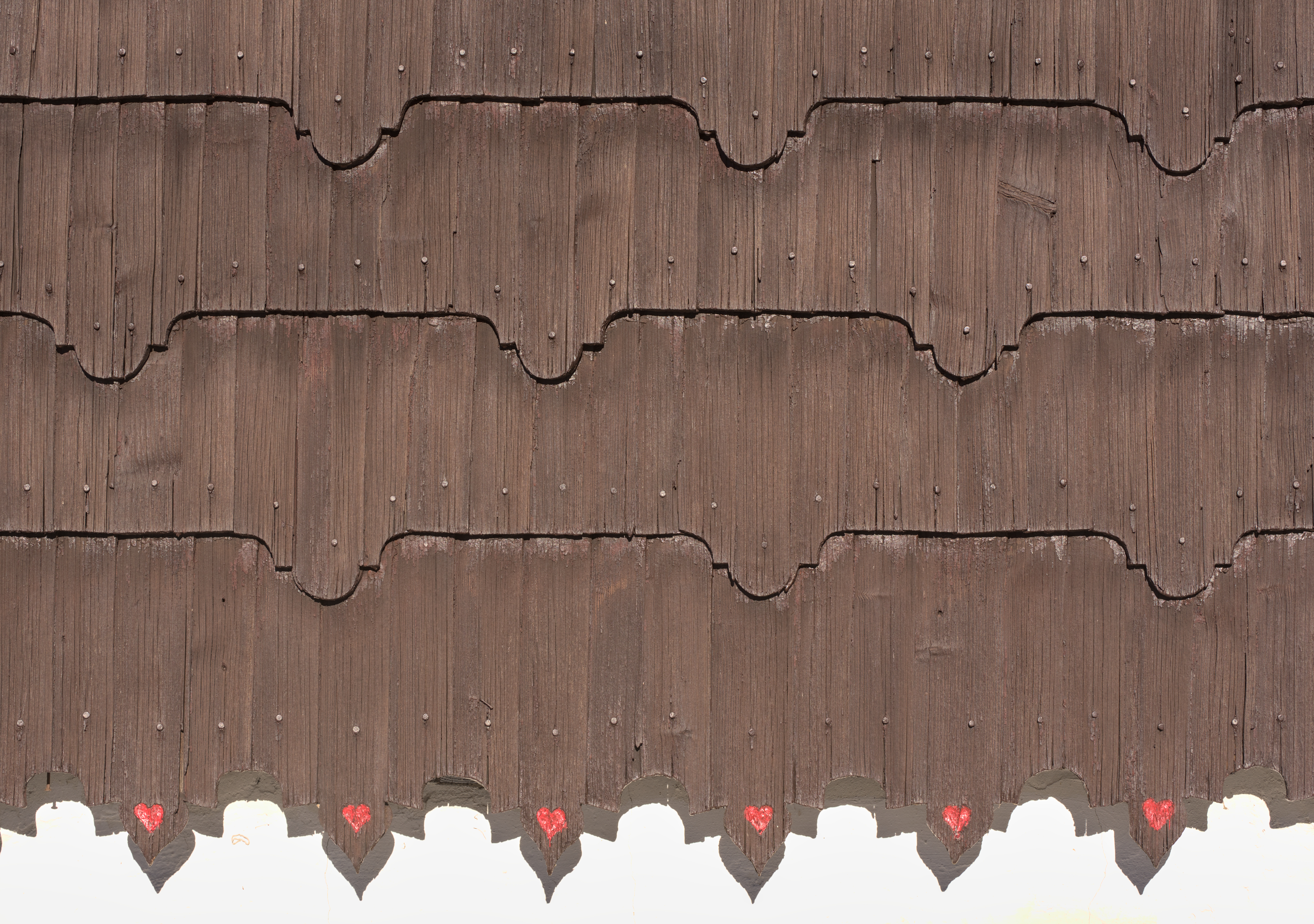
Historische Holzschindel-Verkleidung des Wohnhauses – Alte Straße 79

Im Jahr 1647 erwarb der sächsische Kurfürst Johann Georg I. das Anwesen von der Familie von Schönberg, diese waren Herren auf Burg Rechenberg von 1501 bis 1647. Der Kurfürst erhob es in den Stand eines kurfürstlichen Kammergutes. Das Gebiet erstreckte sich von Rauschenbach bis zur Gimmlitz und von Niederclausnitz bis Hermsdorf/Erzgeb., Moldau und Grünwald. Durch die Mulde wurde es in das Nassauer Revier und das Rechenberger Revier geteilt. In einer Urkunde werden die Obere Mühle (Herklotzmühle in Holzhau) und die Untere Mühle (Börnermühle) sowie eine Brettmühle als Hofmühlen genannt. In der Brettmühle wurden nicht nur Schnittholz und Kanthölzer geschnitten, sondern auch Holzschindeln zur Dachdeckung. In einer Belehnungsurkunde vom 10. Februar 1656 wurden durch ein Privilegium des Kurfürsten der Gemeinde das Vorrecht und die Freiheit auf Abhaltung eines Jahrmarktes genehmigt. Der Kurfürst und König August der Starke genehmigte im Jahr 1709 einen zweiten Jahrmarkt. Im Jahr 1558 wurde die Brauerei Rechenberg von Caspar VI. von Schönberg gegründet. 1584 wurde das Vorwerk Grünschönberg errichtet. Das große Landwirtschaftsgut besaß damals 30 Kühe und es wurde Hafer und Gerste angebaut. Im Jahr 1615 begann der Bau eines Kirchengebäudes in Rechenberg, Bauherr war Heinrich von Schönberg. In der Zeit des Dreißigjährigen Kriegs hatte die Region durch Plünderungen kaiserlicher Heerscharen um 1632 und 1633 sowie der Schweden 1639 sehr zu leiden. Durch ein außerordentlich starkes Gewitter und Regen über Rechenberg und Umgebung verloren 27 Menschen ihr Leben und es wurden 13 Häuser weggespült. Im Jahr 1624 begann der Ausbau der Flößergrabensystems, es führte auch durch das Rechenberger Forstrevier. Im Jahr 1781 wurde an der Mulde eine Ölmühle gebaut. Von 1790 bis 1795 wurde der Burgteich mit Trümmerresten der Burg zugeschüttet, der Turm war bereits verfallen.

### 1800 bis 1945
Während der Napoleonischen Befreiungskriege zogen von 1806 bis 1813 mehrmals österreichische und russische Soldaten durch die Rechenberger Gegend und erpressten Nahrungsmittel und Viehfutter. Am 1. März 1810 wurde mit einem Gedicht in der Zeitung Freyberger gemeinnützige Nachrichten das erste Mal Rechenberg gewürdigt. Damals lebten 302 Personen im Ort. Auf der Goldenen Höhe wurde ein Forstrevier- und Verwaltungsgehöft in Rechenberg als Sitz des Rechenberger Revierförsters errichtet. Im Jahr 1850 entstand das zweite Schulgebäude an der Muldentalstraße 36, ein neuer Teich wurde angelegt und im Jahr 1855 die Neue Poststraße ausgebaut, die heutige Bundesstraße 171. Ein Großbrand vernichtete 13 Häuser in Rechenberg. Im Sommer 1873 wurde die Bahnstrecke von Mulda nach Bienenmühle vermessen und ab 1875 gebaut. Ein für einen Bahnhof geeignetes Gelände hatte man in der Nähe der zur Burg Rechenberg gehörenden Bienenmühle gefunden. Da sich um den Bahnhof herum schnell Betriebe ansiedelten und Wohnhäuser entstanden, war der Ortsteil Bienenmühle nach wenigen Jahren größer und wirtschaftlich bedeutender als Rechenberg. Die Freiwillige Feuerwehr wurde am 6. Dezember 1876 gegründet. 1877 wurde am 16. August die erste Postagentur in Bienenmühle im Bahnhof errichtet, die ab 1881 ein selbstständiges Postamt wurde. Im gleichen Jahr kaufte die Rechenberger Gemeinde das Herrenhaus im Ort und nutzte es als Gemeinde- und Schulhaus. Im Jahr 1884 gastierte der erste Sommerfrischler in Rechenberg, es war eine Familie aus Leipzig. Die Eröffnung der Bahnlinie von Bienenmühle nach Moldau erfolgte am 18. Mai 1885. Es verkehrten täglich 10 Güterzüge mit über 45 Waggons, gezogen von drei sächsischen Lokomotiven. Transportiert wurde die Braunkohle aus Böhmen für die sächsische Industrie in Nossen, Freiberg und Chemnitz. Im gleichen Jahr entstanden ein Maschinenhaus und ein Lokhaus (Rundhaus) zum Unterstellen von 10 Dampflokomotiven sowie eine Drehscheibe mit 18 Meter Durchmesser. Am 20. März 1893 wurde der Erzgebirgszweigverein Rechenberg-Bienenmühle gegründet. Von 1899 bis 1901 erfolgte der Bau der neuen Kirche im neogotischen Stil. Ein rasanter Bevölkerungszuwachs war bedingt durch die Eisenbahnverbindung und Industrialisierung. Bereits zum 1. Januar 1925 wurden die beiden Gemeinden unter dem Namen Rechenberg-Bienenmühle zusammengeschlossen. Am 1. August 1926 erfolgte die Einweihung des Wanderheimes (Jugendherberge) mit 30 Betten. Im Jahr 1944 wurden 10 Baracken und ein Waschhaus an der Alten Straße Rechenberg zur Aufnahme von Flüchtlingen und Vertriebenen aufgebaut.

### 1945 bis 2000
Am 15. April 1945 erfolgten Tieffliegerangriffe der Roten Armee auf die abgestellten Lazarettzüge in Bienenmühle. Die Muldenbrücke in Bienenmühle wurde am 7. Mai 1945 durch die deutsche Wehrmacht gesprengt. Die Rote Armee marschierte gegen 15 Uhr ein, verbunden mit Plünderungen und Vergewaltigungen deutscher Frauen. Von August 1945 bis Februar 1946 wurden die Sägewerke und Möbelfabriken als Reparationsleistung an die Sowjetunion demontiert. Es betraf insgesamt 9 Betriebe und 13 Organisationen und Vereine, diese wurden enteignet und beschlagnahmt.
Der Zugverkehr von Hermsdorf-Rehefeld nach Moldau wurde am 8. Mai 1945 eingestellt, die Gleisanlagen wurden rückgebaut. Am 1. Juli 1950 wurde die erste HO-Verkaufsstelle (Handelsorgan der DDR) in Bienenmühle, Dorfstraße 8 eröffnet. Die Sprengung des 40 Meter hohen Schornsteines und Teile des Lokhauses am Bahnhof Bienenmühle erfolgte am 1. April 1968. Starke militärische Truppenbewegungen der Roten Armee zur tschechischen Grenze erfolgten in der Zeit von 20. bis 27. Juli 1968. Im Sommer 1971 wurde das ehemalige Herrenhaus außen erneuert und weiterhin als Schule genutzt. Der nächste Umbau erfolgte 1992 zur Nutzung als Gemeindehaus. Mit Wirkung vom 7. Februar 1972 wurde der Zugverkehr zwischen Holzhau und Hermsdorf-Rehefeld stillgelegt, die Gleise wurden entfernt. Mit der Zwangsverstaatlichung der 6 Privatunternehmen sank die Zahl der handwerklichen Erzeugnisse. Es siedelten wenig neue Betriebe an. Am 29. Januar 1990 fand eine große Demonstration zur Alten Schule statt, gefordert werden die Deutsche Wiedervereinigung, die Abschaffung der SED, die Absetzung des Bürgermeisters und die Auflösung der Staatssicherheit. Von 1991 bis 1992 wurden die Betriebe Möbelwerke Bienenmühle, Hochbau Hartmann, Stuhlfabrik Rechenberg und Fame Bienenmühle reprivatisiert. Im Jahr 1993 begannen die Abrissarbeiten und Umbaumaßnahmen an den Gebäuden der Brauerei als Maßnahme für einen Neubau. Im gleichen Jahr bildete sich am 6. November die Großgemeinde Rechenberg-Bienenmühle und die Gemeinden Holzhau und Clausnitz.

### Einwohnerentwicklung
Folgende Einwohnerzahlen beziehen sich auf den 31. Dezember des voranstehenden Jahres mit Gebietsstand Januar 2007:
| 1982 bis 1988 - 1982: 2.887 - 1983: 2.868 - 1984: 2.856 - 1985: 2.831 - 1986: 2.830 - 1987: 2.853 - 1988: 2.856 | 1989 bis 1995 - 1989: 2.803 - 1990: 2.783 - 1991: 2.729 - 1992: 2.729 - 1993: 2.682 - 1994: 2.806 - 1995: 2.810 | 1996 bis 2002 - 1996: 2.805 - 1997: 2.725 - 1998: 2.687 - 1999: 2.624 - 2000: 2.536 - 2001: 2.491 - 2002: 2.560 | 2003 bis 2009 - 2003: 2.533 - 2004: 2.362 - 2005: 2.309 - 2006: 2.278 - 2007: 2.237 - 2008: 2.207 - 2009: 2.175 | 2010 bis 2016 - 2010: 2.147 - 2011: 2.084 - 2012: 2.053 - 2013: 2.041 - 2014: 2.008 - 2015: 1.941 - 2016: 1.956 | 2017 bis 2022 - 2017: 1.933 - 2018: 1.860 - 2019: 1.835 - 2020: 1.823 - 2021: 1.791 - 2022: 1.789 |

 Quelle: Statistisches Landesamt des Freistaates Sachsen

## Politik

### Gemeinderat
Seit der Gemeinderatswahl am 9. Juni 2024 verteilen sich die 12 Sitze des Gemeinderates folgendermaßen auf die einzelnen Gruppierungen:
- Wählervereinigung „Oberes Muldental“ (WOM): 7 Sitze
- Unabhängige Wählergemeinschaft „Heimat-Handwerk-Tradition und Zukunft“: 3 Sitze
- AfD: 2 Sitze

| Gemeinderat ab 2024Insgesamt 12 Sitze - WOM: 7 - UWG: 3 - AfD: 2 | Liste                                                                  | 2024   | 2024   | 2019   | 2019   | 2014   | 2014   |
| Gemeinderat ab 2024Insgesamt 12 Sitze - WOM: 7 - UWG: 3 - AfD: 2 | Liste                                                                  | Sitze  | in %   | Sitze  | in %   | Sitze  | in %   |
| Gemeinderat ab 2024Insgesamt 12 Sitze - WOM: 7 - UWG: 3 - AfD: 2 | Wählergemeinschaft „Oberes Muldental“                                  | 7      | 54,8   | 7      | 57,6   | 8      | 57,6   |
| Gemeinderat ab 2024Insgesamt 12 Sitze - WOM: 7 - UWG: 3 - AfD: 2 | Unabhängige Wählergemeinschaft „Heimat-Handwerk-Tradition und Zukunft“ | 3      | 27,5   | –      | –      | –      | –      |
| Gemeinderat ab 2024Insgesamt 12 Sitze - WOM: 7 - UWG: 3 - AfD: 2 | AfD                                                                    | 2      | 13,9   | 2      | 17,2   | –      | –      |
| Gemeinderat ab 2024Insgesamt 12 Sitze - WOM: 7 - UWG: 3 - AfD: 2 | Freie Sachsen                                                          | –      | 3,9    | –      | –      | –      | –      |
| Gemeinderat ab 2024Insgesamt 12 Sitze - WOM: 7 - UWG: 3 - AfD: 2 | FDP                                                                    | –      | –      | 2      | 16,1   | 3      | 20,3   |
| Gemeinderat ab 2024Insgesamt 12 Sitze - WOM: 7 - UWG: 3 - AfD: 2 | CDU                                                                    | –      | –      | 1      | 9,0    | 3      | 22,1   |
| Gemeinderat ab 2024Insgesamt 12 Sitze - WOM: 7 - UWG: 3 - AfD: 2 | Wahlbeteiligung                                                        | 74,1 % | 74,1 % | 72,7 % | 72,7 % | 61,5 % | 61,5 % |

### Bürgermeister
Im Juni 2015 wurde Michael Funke mit 51,0 % der Stimmen zum Nachfolger von Werner Sandig gewählt. Funke wurde am 12. Juni 2022 mit 73,3 % im Amt bestätigt.
| Wahl | Bürgermeister | Vorschlag | Wahlergebnis (in %) |
| ---- | ------------- | --------- | ------------------- |
| 2022 | Michael Funke | Funke     | 73,3                |
| 2015 | Michael Funke | Funke     | 51,0                |
| 2008 | Werner Sandig | Sandig    | 57,0                |
| 2001 | Werner Sandig | WV        | 95,9                |
| 1994 | Werner Sandig | WG        | 67,3                |

## Sehenswürdigkeiten

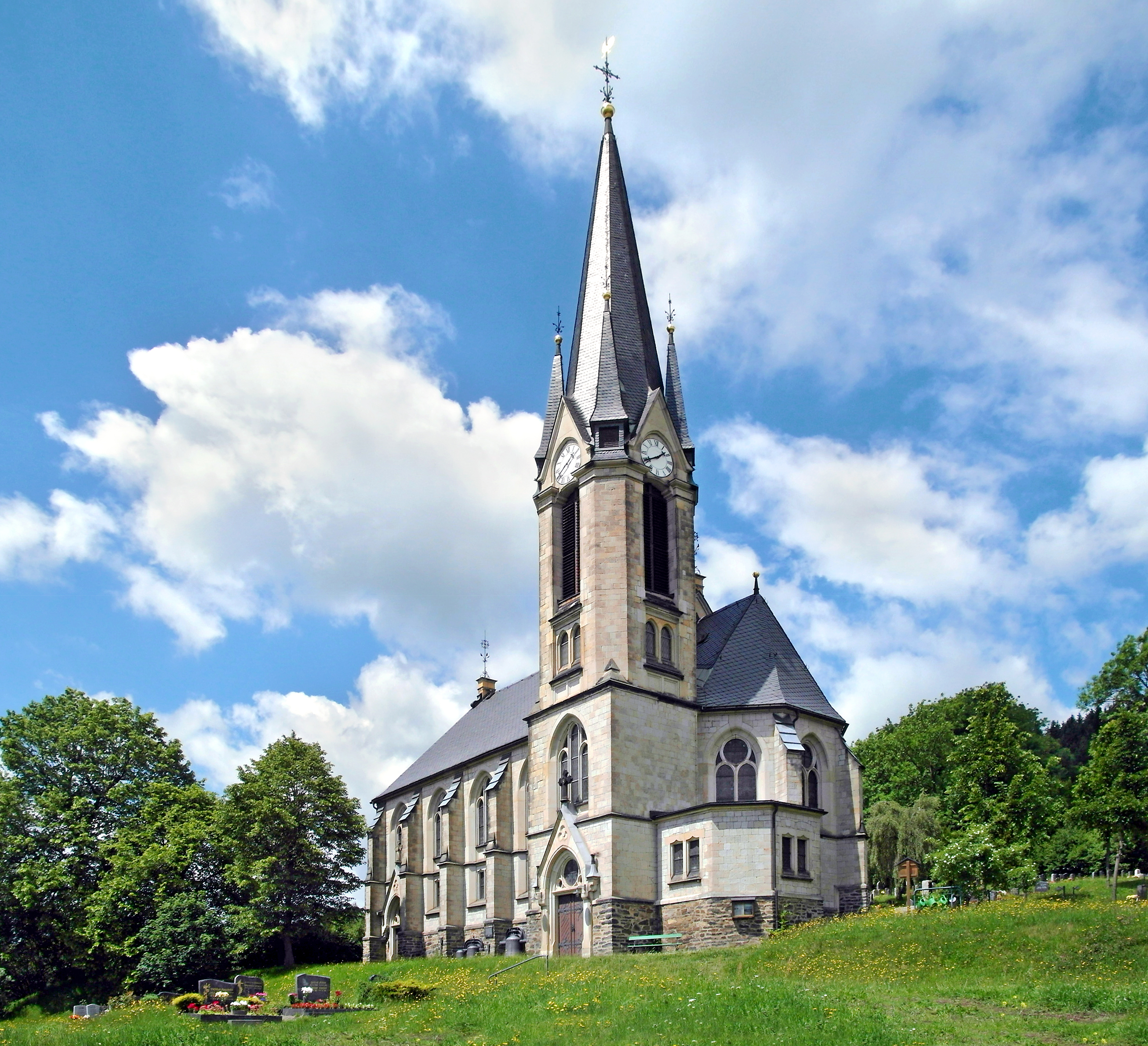
Neogotische Kirche Rechenberg

Zu den bekanntesten Sehenswürdigkeiten des Ortes zählen die Brauerei Rechenberg mit dem angeschlossenen Sächsische Brauereimuseum, in dem der Prozess der traditionellen Bierherstellung in den vollständig erhaltenen historischen Gebäuden dargestellt wird, und die neogotische Kirche in Rechenberg. Rechenberg-Bienenmühle besitzt einen historischen Ortskern, der mit dem kleinen Markt, dem früheren Herrenhaus der Burgruine, der Brauerei, dem Flößerhaus sowie der ehemaligen Dorfschule ein Ensemble gut erhaltener Fachwerkhäuser umfasst. Neben den dörflichen Zwei- und Dreiseitenhöfen des Ortsteils hat die Dorfkirche von Clausnitz auf Grund ihrer Innenausstattung sehenswerten Charakter. Auch sind Reste der einstigen Neugrabenflöße erhalten. Es kann ein historisches Flößerhaus besichtigt werden. Diese Verbindung zwischen der Flöha von Fláje (Fleyh) bis zur Freiberger Mulde, die in Clausnitz in der Rachel endete, diente über 350 Jahre der Holzflößerei für den Freiberger Bergbau.

## Wirtschaft und Infrastruktur

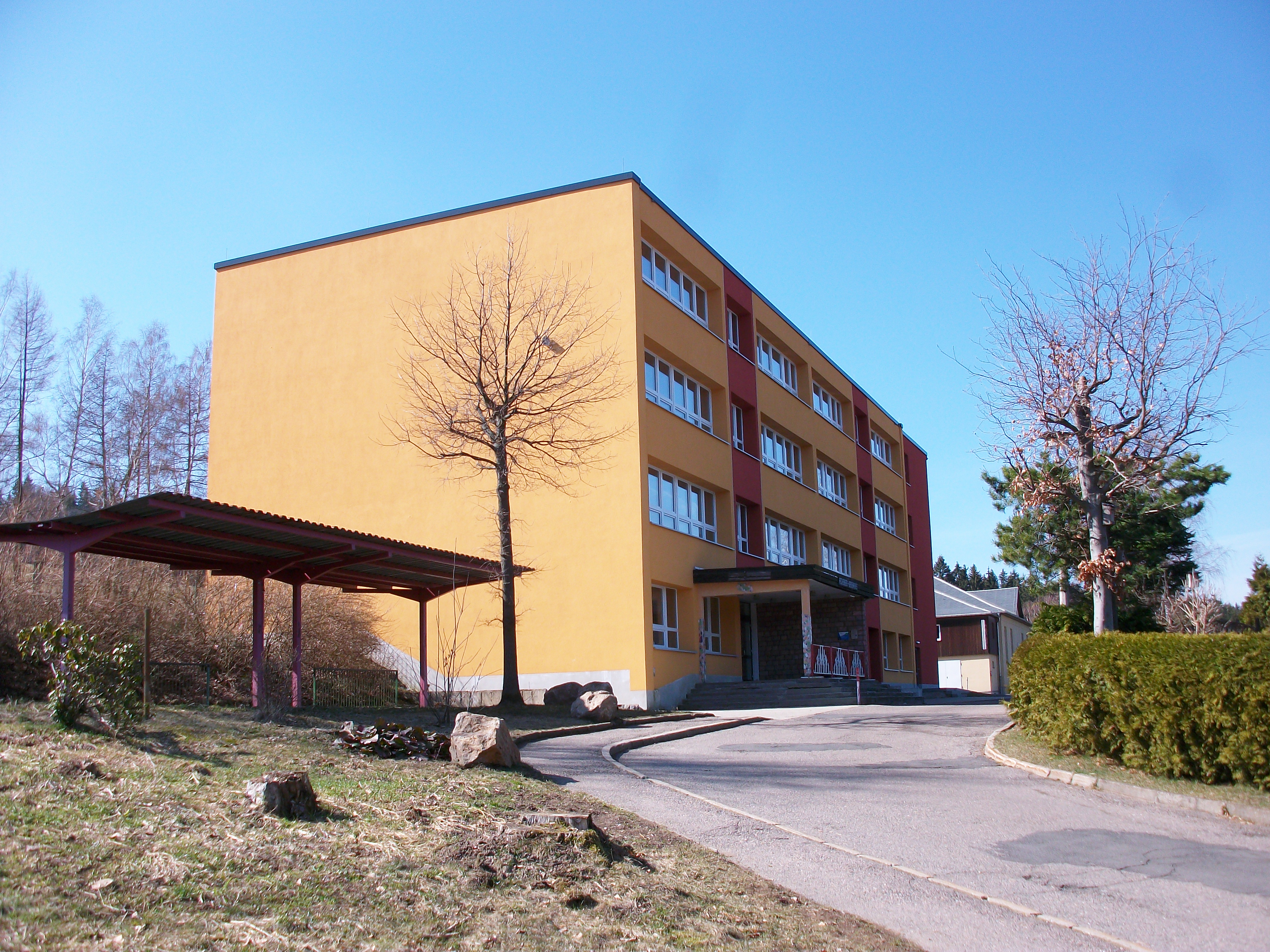
Oberschule Rechenberg-Bienenmühle

Der Ortsteil Clausnitz ist landwirtschaftlich geprägt. Größter Arbeitgeber ist die Agrargenossenschaft „Bergland“ Clausnitz e.G. In Bienenmühle produziert die Bienenmühle Möbel GmbH, die Erzhütte (Versandhaus und Fachgeschäft für Erzgebirgische Volkskunst) hat hier ihren Sitz, es gibt einen Supermarkt, Baumarkt, Bäcker, Fleischer, Arzt und Apotheke, sowie einen Kindergarten und eine Oberschule. Bienenmühle gilt damit als wirtschaftlicher und sozialer Mittelpunkt der Gemeinde. In Rechenberg befindet sich die Kirche, das Rathaus und die Brauerei Rechenberg mit Sächsischem Brauereimuseum. Holzhau ist seit der DDR-Zeit touristisch geprägt. Es gibt 9 Gaststätten und über 600 Gästebetten. Im Winter locken zwei Doppelschlepplifte, ein Rodelhang, sowie rund 80 km gespurte Loipen zahlreiche Touristen in die Region.
Rechenberg-Bienenmühle war bis 2018 staatlich anerkannter Erholungsort.

### Verkehr
Die Gemeinde Rechenberg-Bienenmühle ist der heutige Endpunkt der Bahnstrecke Nossen–Moldau, die im annähernden Stundentakt zwischen Freiberg und Holzhau durch die Freiberger Eisenbahngesellschaft mbH betrieben wird. Dabei wird das Gemeindegebiet durch den Bahnhof Bienenmühle samt ÖPNV-Verknüpfungsstelle, die Haltepunkte Rechenberg Schule, Rechenberg, Holzhau Skilift sowie den Endbahnhof Holzhau erschlossen. Besondere Bedeutung hat die Bahnstrecke für den Tourismus. Es gibt Busverbindungen nach Olbernhau, Dresden, Seiffen, Freiberg und Altenberg, aber auch zwischen den Nachbarorten fahren am Wochenende Busse.
Durch das Gemeindegebiet führt die Bundesstraße 171.

### Bildung
Rechenberg-Bienenmühle besitzt eine Oberschule und eine Grundschule im Ortsteil Clausnitz.

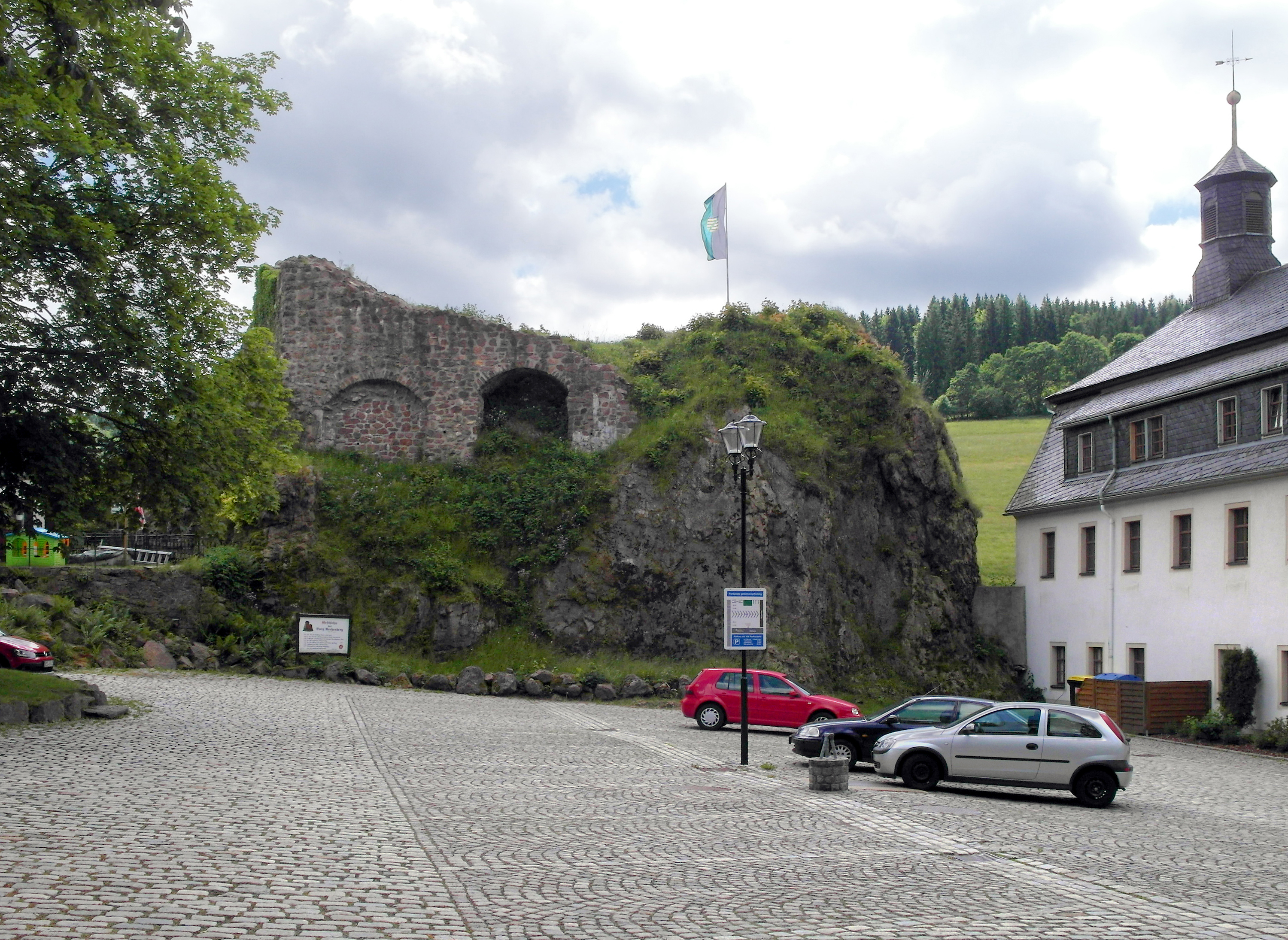
Burgruine Rechenberg

## Persönlichkeiten
- Karl Gräfe (1878–1944), Lehrer (seit 1901 in Rechenberg-Bienenmühle), Dichter und Komponist
- Rudi Wetzel (1909–1992), Journalist